# Proneella
Proneella is een geslacht van wantsen uit de familie van de Miridae (Blindwantsen). Het geslacht werd voor het eerst wetenschappelijk beschreven door Carvalho in 1960.

## Soorten
Het genus bevat de volgende soorten:

- Proneella boliviana Carvalho, 1960
- Proneella peruana Carvalho, 1960